# Monumentul studenților sași din Feldioara
Monumentul studenților sași căzuți în luptă în 1612 este un monument istoric situat în satul Feldioara, județul Brașov. Figurează pe noua listă a monumentelor istorice sub codul LMI: BV-IV-m-A-11919.

## Istoric și trăsături
Monumentul a fost construit între 1912-1913 la marginea sudvestică a satului Feldioara. A fost ridicat în memoria celor 40 de tineri studenți sași ai gimnaziului brașovean „Johannes Honterus” căzuți în bătălia desfășurată la 16 octombrie 1612 contra trupelor principelui Gabriel Báthory. Conducătorul oastei săsești, de asemenea căzut în luptă, a fost judele Michael Weiss al Brașovului. Pe latura de est se află blazonul Feldioarei, o cetate cu porțile deschise, iar pe latura de vest, cel al Brașovului, coroana și trunchiul cu rădăcinile unui copac.

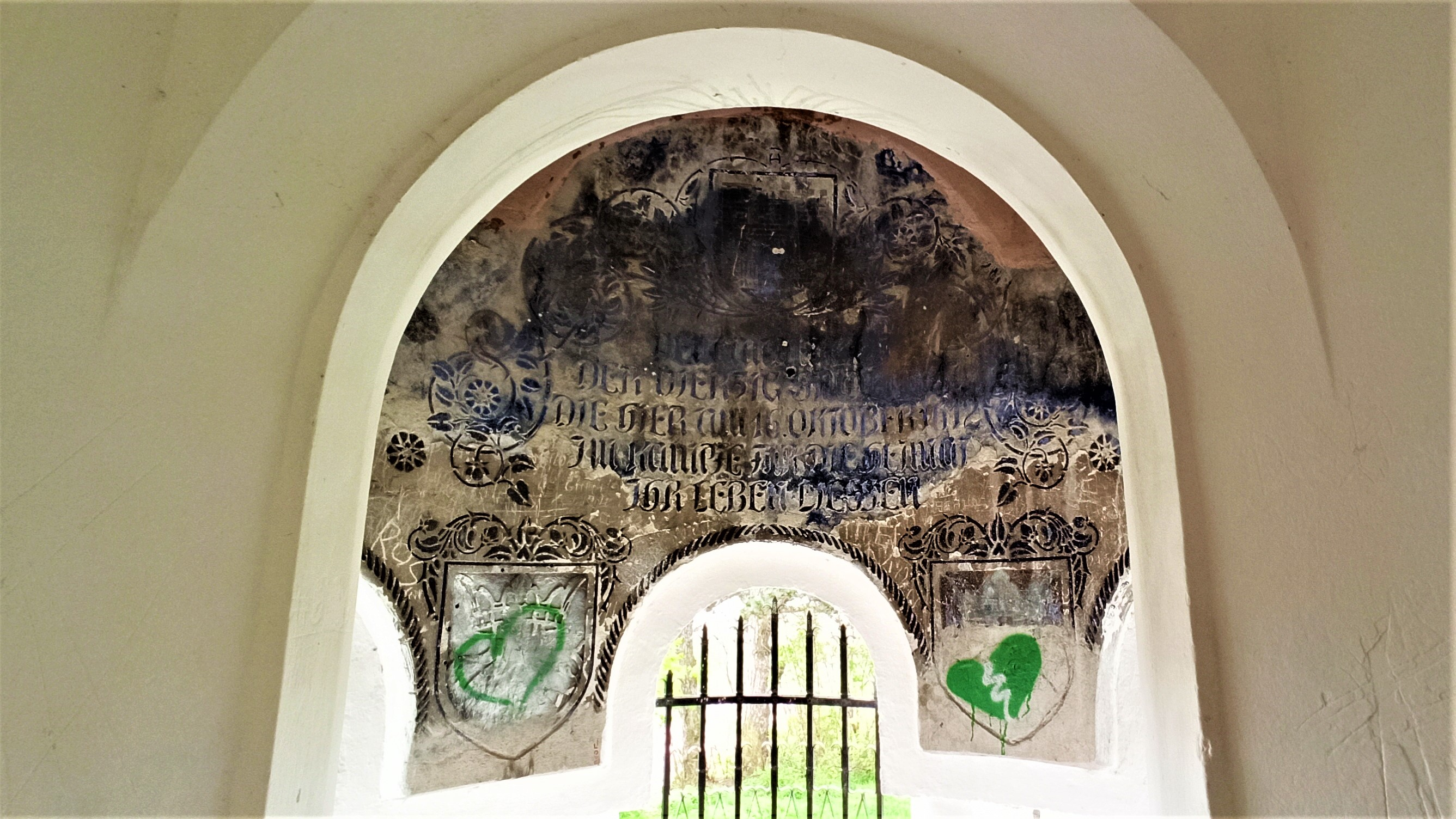
Inscripție pe peretele interior

Pe peretele interior se află următorul text:  „Dem Andenken der vierzig Studenten, die hier am 16. Oktober 1612 im Kampfe für die Heimat ihr Leben ließen”  (În memoria celor patruzeci de studenți care și-au dat viața aici pentru patrie la 16 octombrie 1612).
Arhitectul monumentului a fost Fritz Balthes, iar constructorul a fost Peter Gräf din Hălchiu, județul Brașov, care a supravegheat și finalizat lucrările la monument.

## Imagini

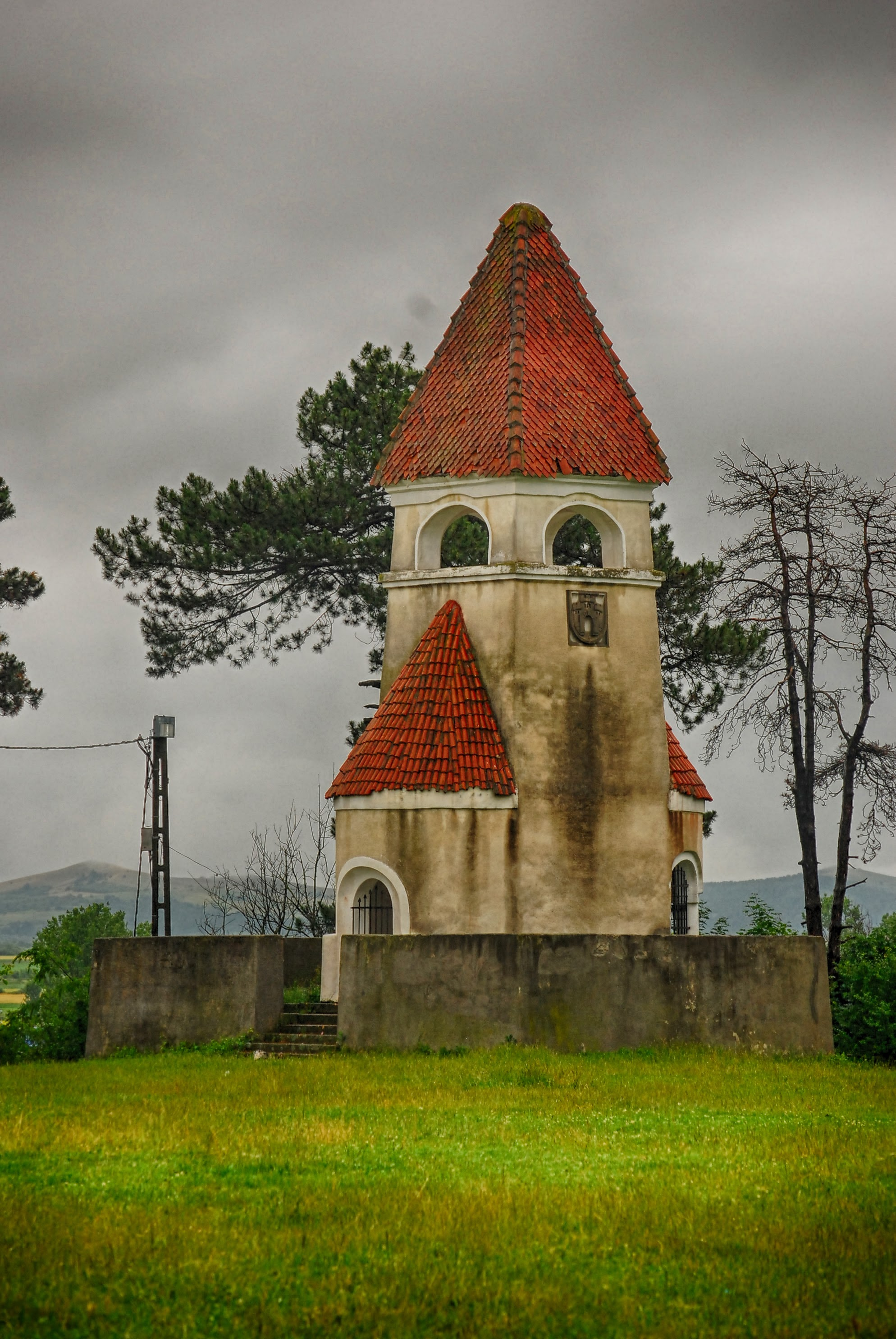
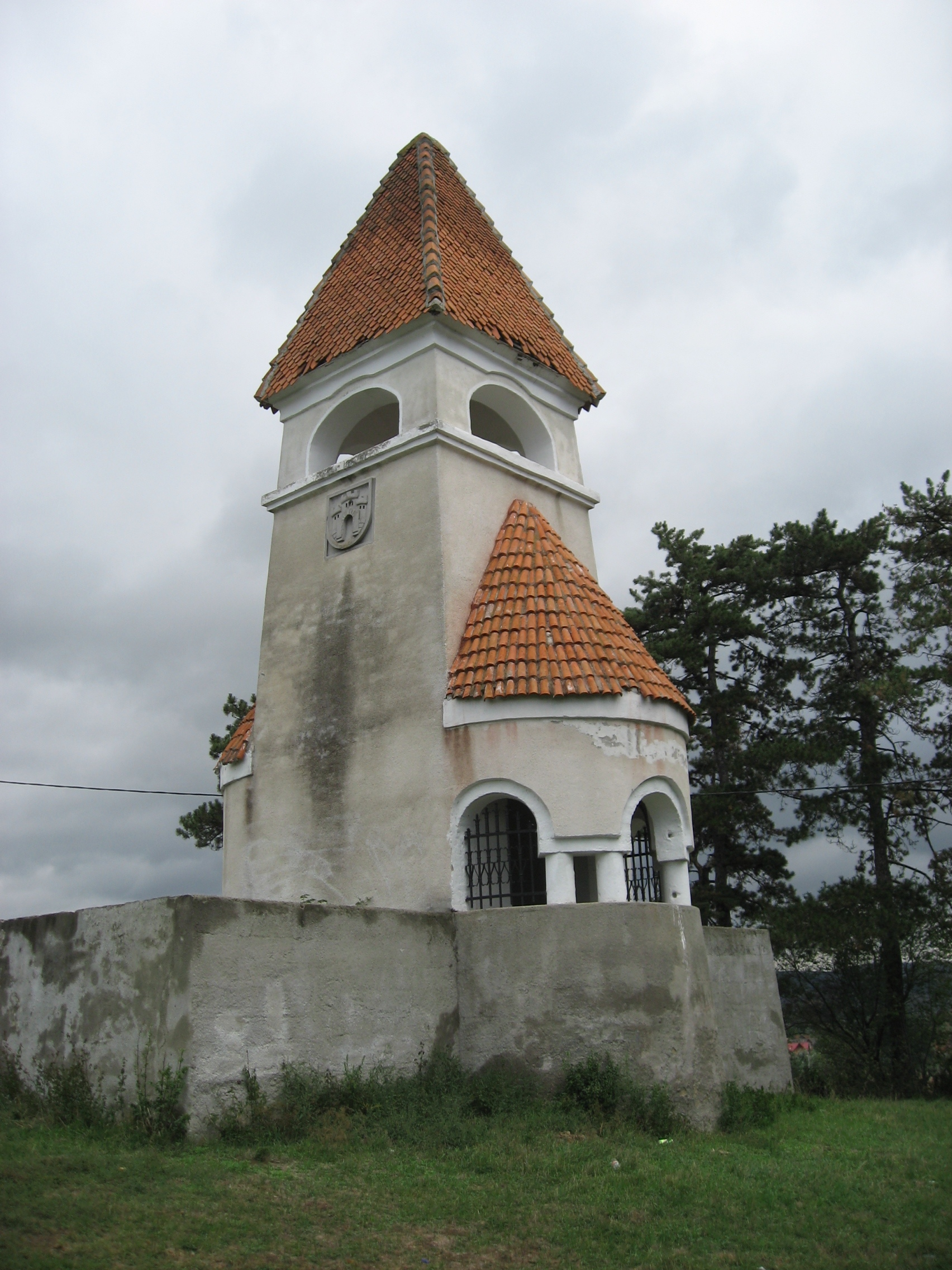